# Kasinianka
Kasinianka, Kasinka, Kotówka, Kasinianeczka – potok, prawy dopływ Raby o długości 17,03 km i powierzchni zlewni 48,82 km².

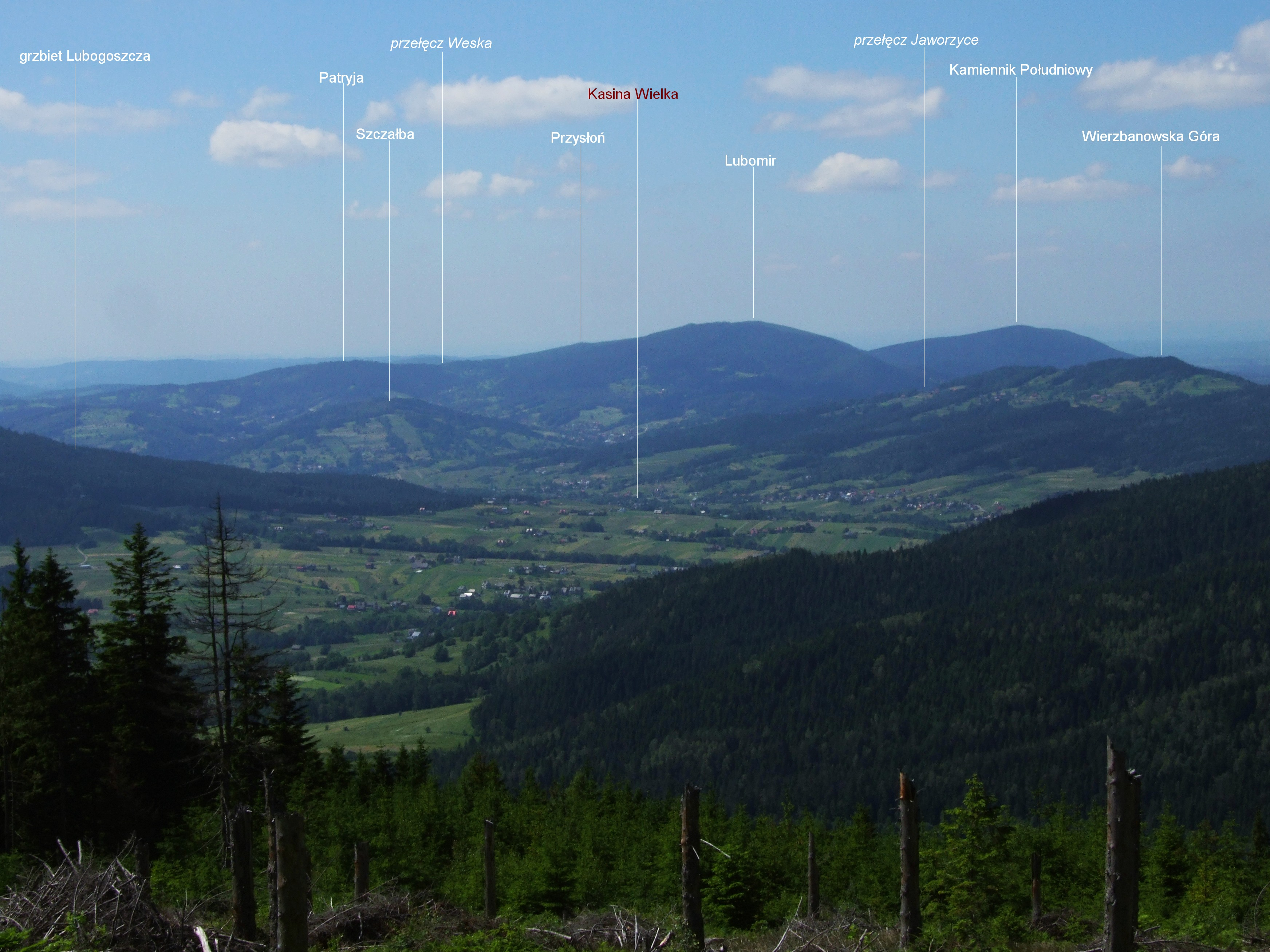
Dolina Kasinianki. Widok z Ćwilina

Zlewnia potoku znajduje się na obszarze Beskidu Wyspowego. Jego źródła położone są pod zachodnimi stokami Przełęczy Gruszowiec, na wysokości około 650 m n.p.m. Spływa z nich w zachodnim kierunku pomiędzy Śnieżnicą a Ćwilinem, a następnie w północnym kierunku pomiędzy Śnieżnicą i Lubogoszczem. W Kasinie Wielkiej zmienia kierunek znów na zachodni, przepływając doliną pomiędzy Lubogoszczem a Wierzbanowską Górą, Lubomirem i Kiczorą. W Kasince Małej na wysokości 359 m n.p.m. uchodzi do Raby.
Kasinianka jest potokiem górskim o kamienisto-piaszczystym dnie. Zwalnia i meandruje jedynie na krótkim odcinku pod Wierzbanowską Górą. Cały czas płynie dnem głębokich dolin pomiędzy szczytami górskimi, Śnieżnicę i Lubogoszcz opływając z dwóch stron. Zasilany jest przez liczne, strome, ale krótkie potoki spływające z gór. Największy z nich to potok Węglówka (Niedźwiadek) spływający z Pasma Lubomira i Łysiny.
6 sierpnia 2014 r. po kilkugodzinnym, nawalnym deszczu doszło do tzw. powodzi błyskawicznej, w wyniku czego Kasinianka wylała. Spowodowała ogromne straty – zniszczone drogi, mosty, linie energetyczne, uszkodzone gazociągi. Największe dokonała w Kasince Małej, gdzie zalanych zostało 175 budynków.